# Commission du développement du Parlement européen
Ne doit pas être confondu avec Commission du développement régional.
La commission du développement (DEVE) est l'une des 22 commissions et sous-commissions du Parlement européen.

## Missions
La commission est chargée de la promotion, de la mise en œuvre et du contrôle de la politique de développement et de coopération de l'Union européenne. Elle est notamment chargée des négociations avec les pays en développement, de l'aide aux pays en développement et de la promotion des valeurs démocratiques, de la bonne gouvernance et des droits de l'homme dans les pays en développement.

## Membres

### 2009-2014
| Nom               | Position au sein de la commission | Pays        | Groupe politique |
| ----------------- | --------------------------------- | ----------- | ---------------- |
| Eva Joly          | Présidente                        | France      | Verts/ALE        |
| Michèle Striffler | Vice-présidente                   | France      | PPE              |
| Nirj Deva         | Vice-président                    | Royaume-Uni | ECR              |
| Iva Zanicchi      | Vice-présidente                   | Italie      | PPE              |
| Corina Crețu      | Vice-président                    | Roumanie    | S&D              |

### 2019-2024
| Nom                         | Position au sein de la commission | Pays      | Groupe politique |
| --------------------------- | --------------------------------- | --------- | ---------------- |
| Tomas Tobé                  | Président                         | Suède     | PPE              |
| Pierrette Herzberger-Fofana | Vice-présidente                   | Allemagne | Verts/ALE        |
| Norbert Neuser              | Vice-président                    | Allemagne | S&D              |
| Chrysoula Zacharopoulou     | Vice-présidente                   | France    | RE               |
| Erik Marquardt              | Vice-président                    | Allemagne | Verts/ALE        |